# هنري جاي كايزر
هنري جاي كايزر (بالإنجليزية: Henry J. Kaiser)‏ هو رائد أعمال ومهندس ومخترع أمريكي، ولد في 9 مايو 1882 في Sprout Brook, New York ‏ في الولايات المتحدة، وتوفي في 24 أغسطس 1967 في هونولولو في الولايات المتحدة بسبب مرض.

## سيرة ذاتية
ولد هنري جاي كايزر في التاسع من مايو لعام 1882 في سبراوت بورك، نيويورك. كان والداه فرانز وآنا ماري (يوبس) كايزر، وهما مهاجران ألمانيان. كان والده يعمل كصانع أحذية. كانت وظيفة كايزر الأولى في متجر في أوتيكا، نيويورك عندما كان في السادسة عشر. بعد ذلك عمل كمصور متدرب، ثم أدار ستوديو خاص به في سن العشرين. بعد ذلك جمع مدخراته وسافر إلى ولاية واشنطن في 1906 حيث أنشأ شركة بناء تعمل على تنفيذ أعمال للحكومة الأمريكية.

## وصلات خارجية
- هنري جاي كايزر على موقع الموسوعة البريطانية (الإنجليزية)
- هنري جاي كايزر على موقع مونزينجر (الألمانية)
- هنري جاي كايزر على موقع إن إن دي بي (الإنجليزية)